# Aardbeving Samoa-eilanden 2009
De aardbeving bij de Samoa-eilanden op 29 september had een kracht van 8,0 Mw en vond plaats om 06:48:11 lokale tijd (17:48:11 UTC). Het was de grootste en zwaarste aardbeving van 2009.
Doordat de aardbeving plaatsvond op 33 km diepte, ontstond er een tsunami. De 7,5 meter hoge vloedgolf beschadigde hotels en huizen langs de kust van de Samoa-eilanden (Samoa en het Amerikaanse territorium Amerikaans-Samoa) en Tonga.
In dit gebied zijn er wel vaker aardbevingen. Dit heeft te maken met het feit dat Samoa op een onstabiele breuklijn ligt, ook wel de Ring of Fire genoemd.
Een dag later vond de aardbeving op Sumatra plaats.

## Getroffen landen
In totaal zijn er 189 mensen omgekomen op de Samoa-eilanden (149), Amerikaans-Samoa (31) en Tonga (9). Landen waar ook grote golven zijn gesignaleerd, maar waar geen noemenswaardige schade werd aangericht, zijn: Fiji, Cookeilanden, Frans-Polynesië en Nieuw-Zeeland. Op Tokelau zijn mensen die in lagergelegen gebieden wonen naar hogere gebieden getrokken.

### Amerikaans-Samoa
De Los Angeles Times, onder vermelding van een bron in het National Park of American Samoa, rapporteerde dat "vier tsunamigolven, 4,6 tot 6,1 meter", kort na de aardbeving Amerikaans-Samoa raakten, en "die kunnen oplopen tot een 1,6 km landinwaarts". Het water stroomde het binnenland ongeveer 100 meter binnen, waardoor sommige auto's vast in de modder kwamen te zitten. Schade aan natuurlijke reserves van het National Park, de vernietiging van zijn bezoekerscentrum en de belangrijkste kantoren zijn gemeld, terwijl slechts 20% van de 40 tot 50 medewerkers en vrijwilligers zijn gevonden.
Er werd gemeld dat een stranddorp werd "weggeveegd" en nadat ten minste 14 mensen na de aardbeving gedood waren, zijn de burgers naar hoger gelegen gebieden gevlucht. Er werd gezegd dat een groot aantal van de inwoners achtergelaten, gewond of dakloos zijn.
De bevestigde dodentol is gestegen tot 22 personen en nog veel mensen zijn vermist in de dorpen van Leone en Pago Pago.

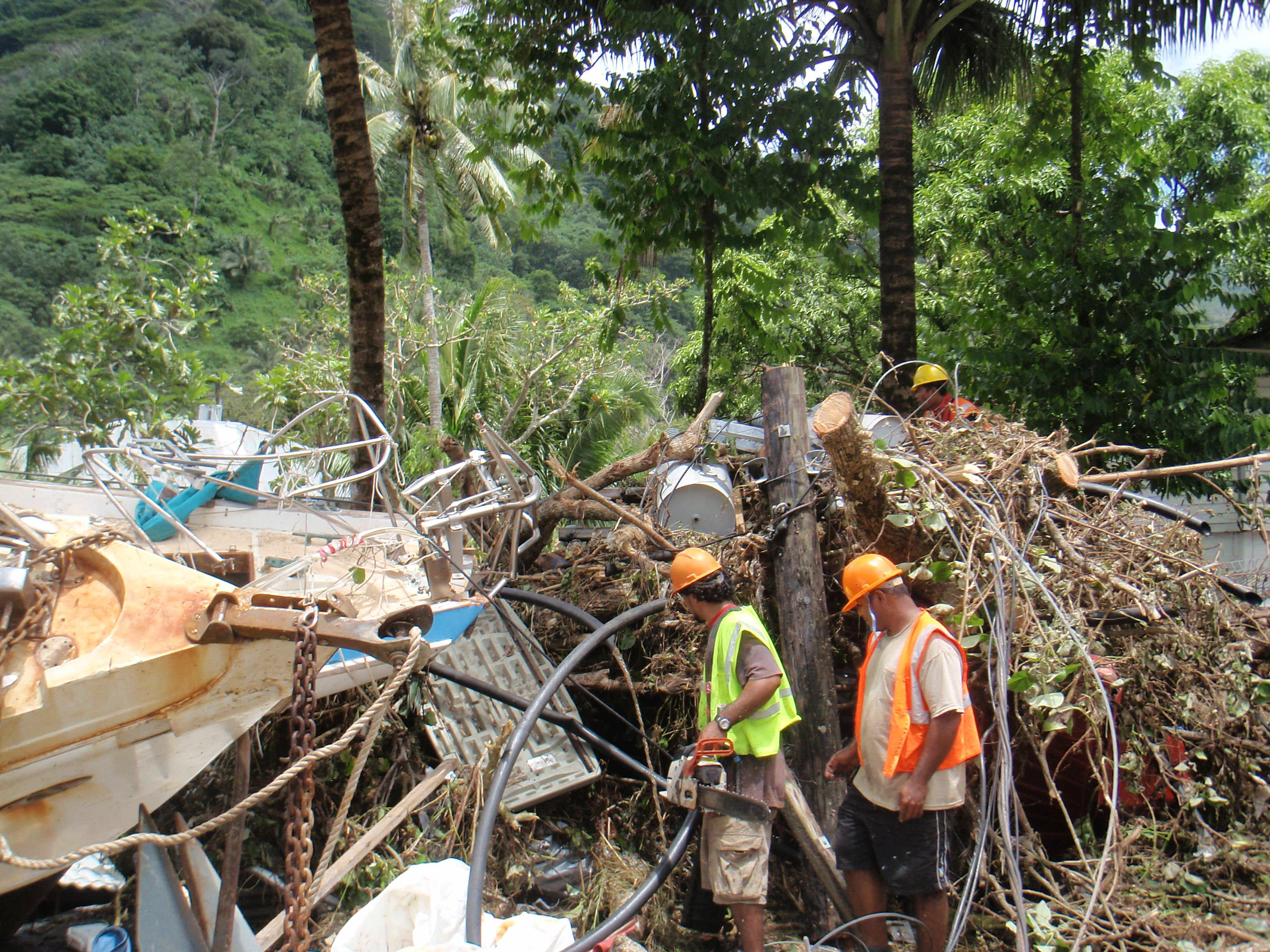
veel schade op Amerikaans-Samoa

Een correspondent van Radio New Zealand International meldde dat Pago Pago, de grootste stad van Amerikaans-Samoa, zware schade had opgelopen tijdens de tsunami door onder andere de overstroomde hoofdstad, auto's die vastzaten en de winkels aan de kust die erg beschadigd waren. Hij was ook getuige van plunderingen in een van de winkels.
De gouverneur van Amerikaans-Samoa, Togiola Tulafono was op het moment van de tsunami in Honolulu (Hawaï) voor een conferentie over oceaanbeleid. Hij zei tegen verslaggevers te denken dat door de hechte gemeenschappen en sterke familiebanden "niemand door deze ramp gespaard zal worden". Tulafono vertrok uit Hawaï naar Amerikaans-Samoa met behulp van een Amerikaanse kustwachtvlucht van Honolulu op de avond van 29 september.
Gezaghebber Ipulasi Aitofele Sunia bekende dat de aardbevingen ernstige schade aan de elektrische infrastructuur van Amerikaans-Samoa had veroorzaakt. De belangrijkste elektriciteitsproducent in Satala was beschadigd, die aan het centrale dorp Faga'alu over Tutuila naar het oostelijke dorp Onenoa elektriciteit gaf. 
Het watersysteem werd ook zwaar beschadigd bij de aardbeving en het leveren van zoet water naar de oostelijke delen van Amerikaans-Samoa was verstoord als gevolg van kapotte waterleidingen. De waterverdeling van de American Samoa Power Authority (ASPA) kondigde aan het water in tankwagens naar getroffen dorpen te brengen. Bewoners werden gewaarschuwd voor het behoud en het koken van water tot veilig drinkwater kan worden hersteld, waardoor het enige tijd kan duren.

### Samoa
Samoaanse, geëvacueerde mensen uit de hele stad Apia, de hoofdstad van het land op het eiland Upolu, verplaatsten zich naar hoger gelegen gebieden. Journaliste Cherelle Jackson meldde dat de stad snel leegliep in de nasleep van de aardbevingen de tsunami, "Alle scholen, kerken die iedereen heeft verlaten - Het is als een spookstad".
Twintig dorpen op de zuidelijke zijde van Upolu werden naar verluidt vernietigd, waaronder Lepa, het geboortedorp van de Samoaanse premier Tuilaepa Sailele Malielegaoi Lupesolial. In Lepa bleven alleen de kerk en het welkomsteken staan na de tsunami. De zwaarst getroffen gebieden in Samoa lijken Fagaloa Bay op de oostkust van Upolu, Lalomanu aan de zuidoostkust en de rest van de zuidelijke kust van het land te zijn.